# 陶凱
陶 凱（とう がい、生年不詳 - 1376年）は、元末明初の学者・官僚。字は中立。本貫は台州臨海県。

## 生涯
元の至正年間、明経に挙げられた。郷里の推薦を受けて、永豊教諭に任じられたが、就任しなかった。明の洪武初年、推薦により南京に召し出されて入朝し、『元史』の編纂に参加した。書が完成すると、翰林応奉に任じられ、大本堂で教習し、楚王朱楨に経学を教授した。1370年（洪武3年）7月、崔亮とともに礼部尚書となった。軍礼および品官墳墓の制は、陶凱の提議によって定められた。この年のうちに崔亮が死去すると、陶凱は単独の礼部尚書となり、科挙の方式を定めた。翌年、会試が行われると、陶凱は主考官にあてられ、呉伯宗ら120人を合格させ、殿試に進ませた。また陶凱は太廟にすでに常祀があったことから、乾清宮の左に別に奉先殿を建て、神御を奉じるよう請願した。1372年（洪武5年）、陶凱は会要を編纂するよう上奏し、洪武帝に聞き入れられた。1373年（洪武6年）2月、湖広参政として出向した。致仕した。1375年（洪武8年）、国子祭酒として起用された。翌年、晋王府左相に転じた。
陶凱は博学で、詩文に巧みであった。洪武帝は前代の楽章に阿諛の詞が多く、文章が洗練されていないのを嫌がって、陶凱と詹同に命じて改作させた。一時は詔令・封冊・歌頌・碑誌の多くが陶凱の手によって書かれていた。陶凱はかつて自ら耐久道人と号したことがあった。洪武帝はこれを聞いてかれを憎んだ。礼部に在任していた時朝に主客曹を高麗への使節として赴かせて、符験を誤用したことが罪に問われて、死刑を論告された。金牌により一死を免じられるところであったが、自ら楚王投水事件の責任を持ち出して死刑を受けた。太子少保の位を追贈された。張籌らとの共著として『宗藩昭鑑録』5巻があった。